# Dötzkirchen
Dötzkirchen ist ein Gemeindeteil von Buchbach im oberbayerischen Landkreis Mühldorf am Inn.

## Geografische Lage
Dötzkirchen liegt 2,5 km südöstlich von Buchbach im Gemeindegebiet des Marktes Buchbach in der Region Südostoberbayern inmitten des tertiären Hügellandes zwischen den Tälern der Vils im Norden und der Isen im Süden. Die Landeshauptstadt München ist rund 65 km entfernt.

## Ortsname
Der Ortsname setzt sich zusammen aus dem Personennamen Totila bzw. Tuotili als Bestimmungswort und dem Hinweis auf eine zwischenzeitlich abgegangene Kirche (althochdeuts chirihha, kirihha, mittelhochdeutsch kirche) als Grundwort. Die aus dem Ortsnamen anzunehmende Kirche wird urkundlich nirgends erwähnt. Daher wird angenommen, dass sie wohl nach 675 errichtet vermutlich während der Ungarneinfälle zwischen 907 und 955 zerstört wurde. Andere Quellen wie die nebenstehende Karte geben an, dass die Kirche erst im Zuge der Säkularisation (1802–1803) abgerissen wurde.
Der Ortsname wird in folgenden Variationen urkundlich erwähnt:
- 857–864 „Totinchirihha“ und „Totinchirihhun“
- um 1000 „Tabizheimin“[7]
- um 1150 „Tebezchirin“[7]
- 1463–1480 „Teczkirchen“ („Ott und Katharina Precz zu Teczkirchen“)
- 1514/21 „Dezkirchen“ („Sixt(us) Reifnsperger zu Dezkirchen“)
- 1526, 1546 und 1560  „Detzkhirchen“  („Hanns und Georg die Reifflsperger zu Detzkhirchen“)
- 1568 „Tötzkirchen nob. villa in colle“ (adeliger Hof), abgekürzt „Töꜩkh.“  auf der Landtafel 15 des Philipp Apian[8][9]
- 1763 „Totzkiren“ auf einer Karte von G. C. Buna[10]
- 1815 „Dötzelkirchen“

## Geschichte
Die Edlen Meginheri und Mahtperth hatten um 857–864 Besitz zu Dötzkirchen (Totinchirihhun) und tauschten diesen mit Bischof Anno von Freising. Es handelte sich um einen Getreidestadel, 50 Morgen Ackerland, 90 Fuder Wiesmahd und Anteile an einem Wald („domum horreum de arabiliterra jugera L de pratis carradas XC et de silva in commune cum aliis habundanter“).
Im Jahr 1554 wird im Musterbech der Renttämter Landshut und Straubing beschrieben, dass vom Edelsitz Dötzkirchen im Kriegsfall jeweils ein gerüsteter Knecht zu Fuß zur Streitmacht des bayerischen Herzogs Pfettner abgestellt werden musste.

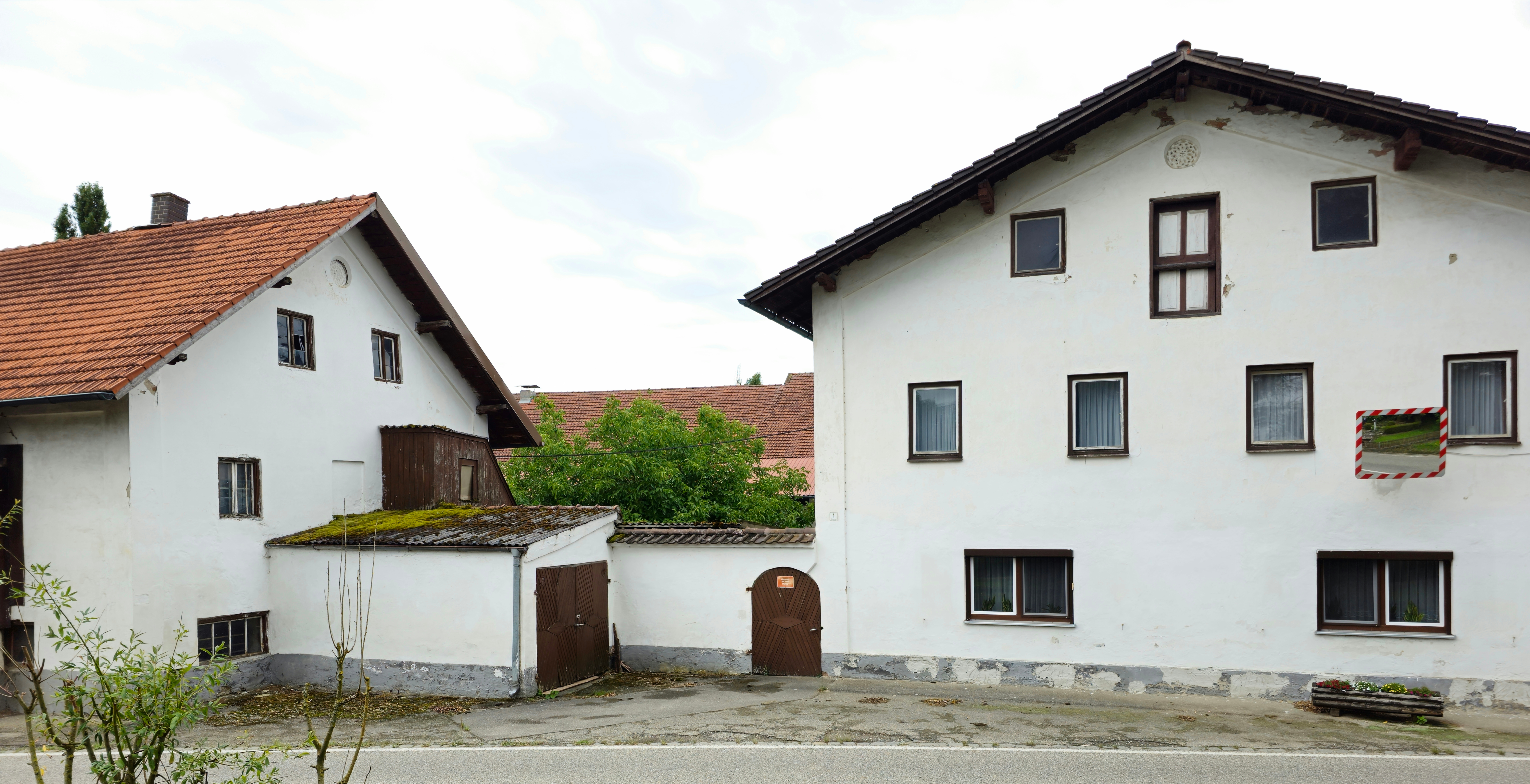
Dötzkirchen, Blick von Nordost über das Tor für Fußgänger hinweg zum Innenhof des Vierseithofs

Grundeigentümer von Dötzkirchen war um 1600 Stephan Cuno von Losnitz zu Steeg (* 1578; † nach 1633), der einer bayerischen Kleinadelsfamilie entstammte, die bis zur Mitte des 17. Jahrhunderts um Mühldorf am Inn ansässig war. Ihm folgten ab 1642 die
Riemhofer, ab 1649 Johann Ludwig Riemhofer zu Vatersham, Haselbach und zum Steeg und dann die Stöckhl von Ach.
Der Weiler wurde um 1816 urkundlich „Hof und Sitz zu Dötzkirchen, Lehen von Kronwinkl“ genannt. Es handelte sich in dieser Zeit wohl um ein Lehen des Freiherrn von Mandl auf Hubenstein, im Landkreis Erding und später der Grafen von La Rosée auf Siglfing, in der Gemeinde Oberding.
Dötzkirchen war ein Weiler der Gemeinde Ranoldsberg, bis diese am 1. Januar 1972 im Zuge der Gebietsreform in Bayern nach Buchbach eingegliedert wurde.

## Bevölkerungsentwicklung
Um 1820 lebten in Dötzkirchen 13 Einwohner in zwei Häusern. Bei der Volkszählung vom 1. Dezember 1875
gab dort es zwölf Einwohner, fünf Gebäude, sieben Pferde und 26 Rinder. Im Mai 1987 lebten dort sieben Einwohner in einem Wohngebäude.
| Jahr      | 1820 | 1871 | 1925 | 1950 | 1970 | 1987 |
| Einwohner | 13   | 12   | 14   | 13   | 5    | 7    |

## Persönlichkeiten
- Wolfram de Tebezchirchin (lateinisch für Wolfram von und zu Dötzkirchen)[15]
- Johann Mändl Freiherr von und zu Teittenhoven hat Dötzkirchen und Steeg von Christoph Ludwig Stöckhlvon Härtenberg erworben. Er war kurfürstlicher Geheimer Rat, Hofkammerpräsident und oberster Lehenpropst, Pfleger zu Dachau und Neunburg vorm Wald.
- Johann Ignaz Mändl (* 1631; † 1688) erbte um 1666 Dötzkirchen und Steeg von seinem Vater Johann Mändl.
- Leonhard Franz Simpert Mändl (* 7. Juni 1661; † 15. Oktober 1723) erbte 1694 als ältester Sohn des Johann Ignaz Mändl Dötzkirchen, Steeg und Wörth sowie 1722 Hohenbuchbach.
- Johann Maximilian Marquart Anton Mändl erhielt 1726 Dötzkirchen und Steeg nach einer Erbstreitigkeit
- Johann Nikolaus Thaddäus Mändl Freiherr von Deutenhofen erhielt Dötzkirchen und Steeg von seinem Bruder Johann M. M. A. Mändl
- Johann Franz Nonnos Adam Mändl Reichsfreiherr von Deutenhofen (19. Juli 1715; † 12. Februar 1783) erhielt 1737 Dötzkirchen und Steeg von seinem Vater Johann Franz Joseph Adam Mändl
- Johann Judas Thaddäus Mändl Freiherr von Deutenhofen auf Hubenstein (* 1746; † 22. März 1796) erhielt 1783 Dötzkirchen und Steeg.
- Die Brüder Johann Baptist Ignaz Mändl und Johann Baptist Anton Mändl erhielten am 1. April 1796 Dötzkirchen und Steeg.
- Johann Baptist Johann Nepomuk Mändi Freiherr von Deutenhofen (* 15. Oktober 1792 in Tandern, † 11. Mai 1886 in München, beerdigt zu Heiligenstatt) erhielt um 1845 Dötzkirchen, Steeg und Tüßling.[4]